# Rypefjord

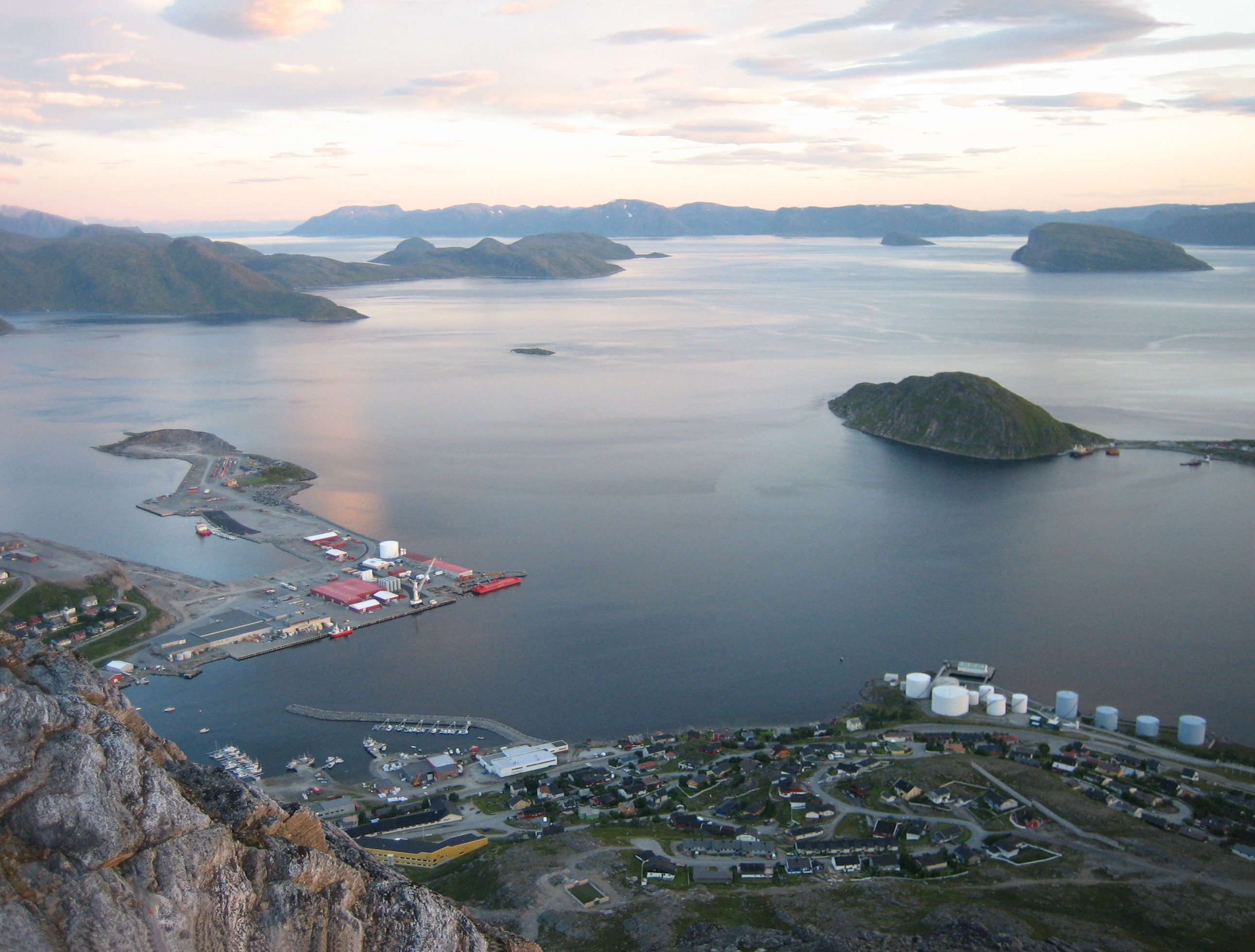
Blick über Rypefjord, im Hintergrund die Inseln Seiland, Sørøya, Håja und Hjelmen

Rypefjord ist ein Dorf in der Kommune Hammerfest im Fylke Finnmark in Norwegen.

## Geografie
Der Ort liegt auf der Westseite der Insel Kvaløya am Sørøysundet im gleichnamigen Fjord und ist 2 Kilometer von Hammerfest entfernt. Am 1. Januar lebten 1.826 Einwohner in Rypefjord. Manchmal wird Rypefjord als ein Vorort von Hammerfest angesehen. In der Umgebung von Rypefjord liegt der 418 Meter hohe Berg Tjuven nebst den Seen Breidablikkvannet, Jansvannet, Tyvvynnet und Langvannet.  Rypefjord selbst kann in die vier Ortsteile Ytterfjord, Rypefjord, Breidablikk und Indrefjord unterteilt werden.

## Wirtschaft
In Rypefjord gibt es eine moderne Fischverarbeitungsfabrik. Generell ist die Fischerei wie in vielen anderen norwegischen Dörfern auch, ein wichtiger Wirtschaftszweig.

## Sehenswürdigkeiten

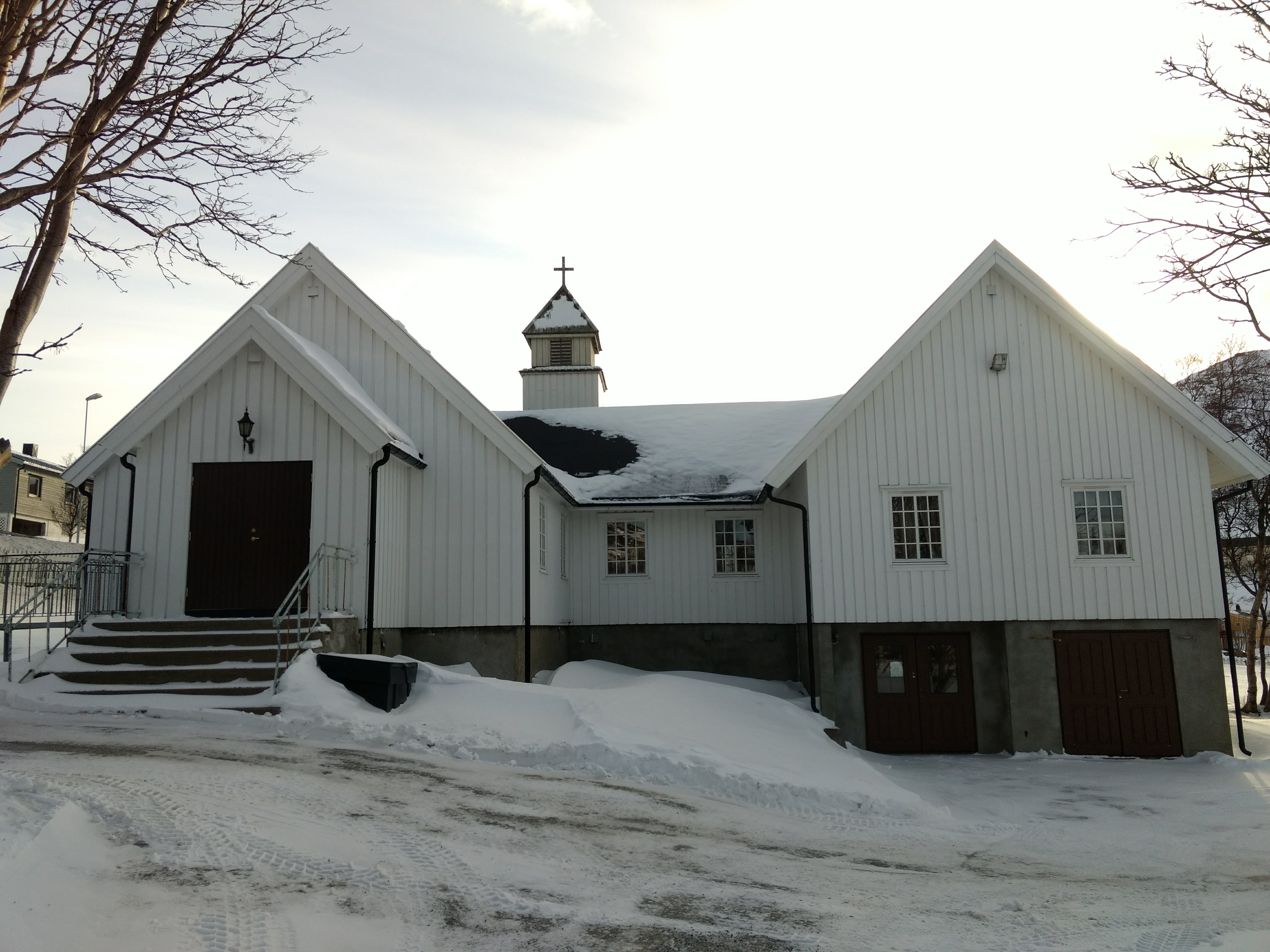
Die Kapelle

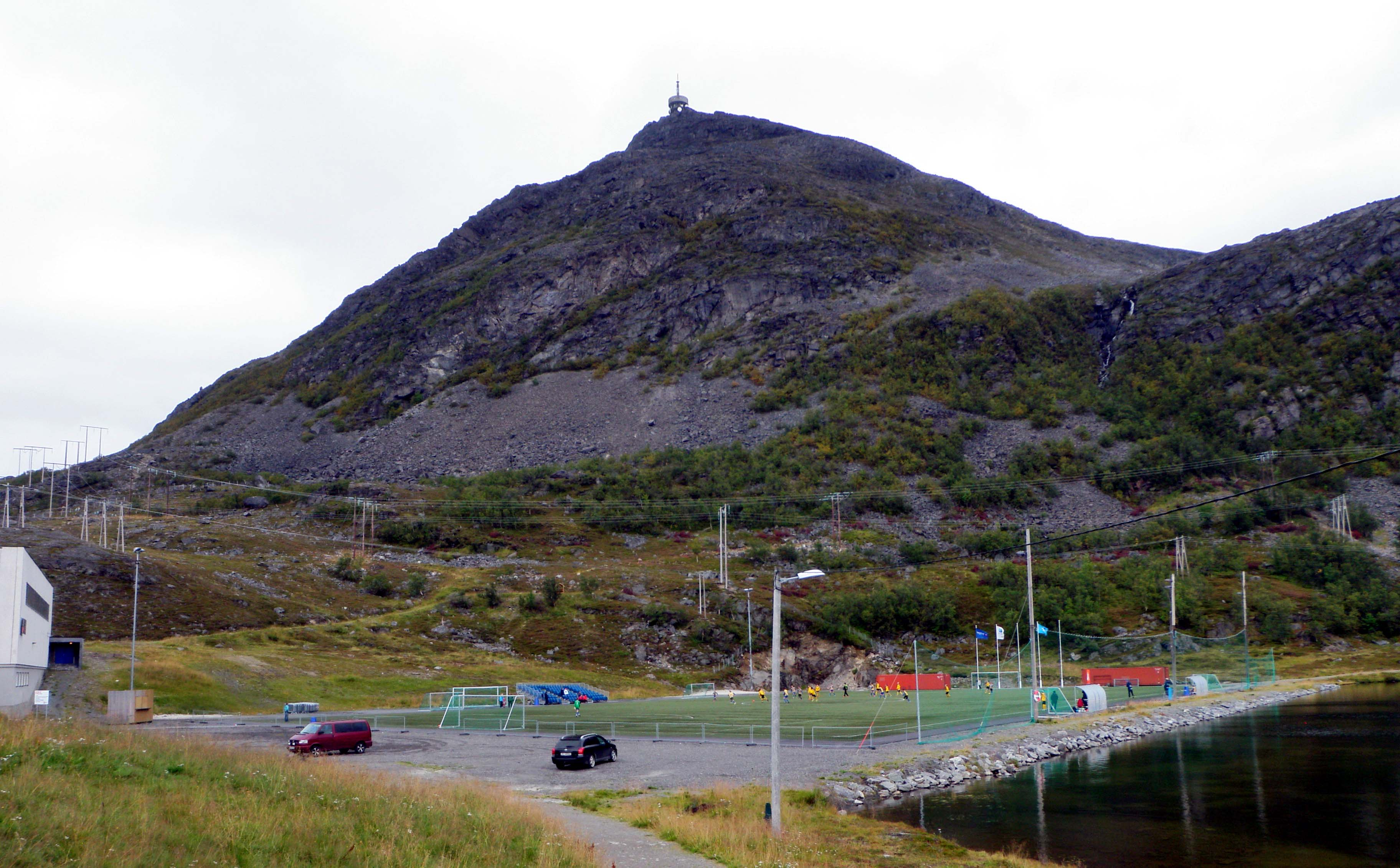
Fußballplatz, im Hintergrund der Berg Tyven, im Vordergrund der See Breidablikkvannett

- Der Berg Tyven mit Aussichtspunkt, der mit einer Straße von Hammerfest aus erreicht werden kann
- Das Hafenareal auf der Halbinsel Finnøy
- Die Kapelle im Ortsteil Indrefjord
- Der Fußballplatz im Ortsteil Breidablikk

## Trivia
Der Ort ist Schauplatz des Computerspiels Fishing: Barents Sea.